# Ахалдаба (Самцхе-Джавахети)
Ахалда́ба (груз. ახალდაბა) — посёлок городского типа (даба) в Боржомском муниципалитете края Самцхе-Джавахети, Грузия. В посёлке расположена одноимённая железнодорожная станция (на линии Хашури — Вале).
Статус посёлка городского типа с 1965 года.
В посёлке и вокруг него существуют термальные источники разной температуры и состава. На базе одного из источников действует бальнеологический курорт.

## Население
| 1970 | 1979 | 1989 | 2002 | 2014 |
| ---- | ---- | ---- | ---- | ---- |
| 2583 | 2504 | 2440 | 2400 | 1586 |